# Hilgershöhe
Das Wuppertaler Wohnquartier Hilgershöhe ist eines von neun Quartieren des Stadtbezirks Langerfeld-Beyenburg.

## Geographie
Das 0,48 km² große, vollständig besiedelte Wohnquartier wird im Osten von der stillgelegten Bahnstrecke Wuppertal-Wichlinghausen–Hattingen, im Süden abschnittsweise von der Bundesstraße 7 und im Norden und Westen von der Stadtbezirksgrenze zu Oberbarmen begrenzt.
Das Wohnquartier war in der Vergangenheit stark von sozialer Segregation betroffen, die auch heute nur zum Teil durchbrochen wird. Mehrstöckige Mehrfamilienhäuser in Plattenbauweise dominierten das Wohnquartier, mittlerweile sind aber auch viele Einfamilienhäuser in ruhiger Wohnlage vorhanden. Zu der Brennpunktproblematik trug ein optisch verwahrloster Wohnblock mit städtischen Obdachlosenunterkünften bei, der im Jahr 2004 zur Wohnumfeldverbesserung abgetragen wurde.
In dem Wohnquartier befindet sich kein Gewerbe und kein Einzelhandel. Dagegen ist der Bildungsbereich mit einer Gesamtschule und einer Gemeinschaftsgrundschule relativ gut ausgebaut. Mit Mitteln des landesweiten Förderprogramms „Soziale Stadt“ soll das Wohnquartier aufgewertet werden. Seit 2010 geschieht dies vor allem dadurch, dass vorhandene Brachflächen reaktiviert und größtenteils mit Einfamilienhäusern bebaut werden. Ein ehemaliger Supermarkt, der jahrelang leerstand, wurde 2014 abgerissen und auf dem Gebiet wurde ein öffentlicher Garten (Gemeinschaftsgarten) errichtet. Ein Jahr später wurde das nicht mehr genutzte Gebäude der Grundschule an der Straße Auf der Höhe / Meininger Straße abgerissen, auch auf diesem Gebiet entstehen neue Einfamilienhäuser. Für die Gesamtschule Langerfeld wurde 2014 eine neue, eigene Sporthalle an der Hilgershöhe errichtet. Zudem besitzt das Quartier mit der evangelischen Beckacker Kirche der Ev. Kirchengemeinde Langerfeld an der Samoastraße und der römisch-katholischen Kirche St. Paul der Pfarrei Sankt Raphael an der Bornscheuerstraße zwei Kirchengebäude.